# 나츠메 우인장
《나츠메 우인장》(夏目友人帳)은 하쿠센샤의 《LaLa》와 《LaLa DX》에서 연재 중인 미도리카와 유키(緑川ゆき)의 만화이다.
2007년 9월호부터 『LaLa』에서 연재 중. 최초 게재는 『LaLa DX』(하쿠센샤) 2003년 7월호. 같은 잡지 2005년 1월호부터 단편 시리즈로서 격월 연재되었으며, 일부 작품은 『LaLa』(하쿠센샤)에 게재되었다. 2024년 11월 시점에서 시리즈 누계 발행 부수는 1,800만 부를 돌파했다<ref>“『구마니치 만화문화상』 나츠메 우인장의 작가 미도리카와 유키 씨(구마모토 출신) 등 수상”. TV 구마모토 (2024년 11월 4일). 2024년 12월 1일 열람.<ref>. 2018년 2월 13일 기준으로 단행본은 22권까지 발행되었다.
2024년 12월 16일, 첫 게임화 작품 「나츠메 우인장 하즈키의 기록」의 제작이 발표되었다<ref>["「나츠메 우인장」 첫 게임화 작품 「나츠메 우인장 하즈키의 기록」이 발표되다."]. Aetas 주식회사. 2024년 12월 18일 열람.<ref>.
애니메이션 시리즈는 TV 애니메이션이 2008년부터 7기(2024년)까지 방송되었으며, 2018년 9월에는 극장판이 공개되었다<ref>[우인장」이 극장 애니메이션으로, 슈카 제작으로 2018년 공개! 티저 일러스트도” 코믹 나탈리]. 나타샤 (2017년 10월 8일). 2017년 10월 8일 열람.<ref> <ref>[「나츠메 우인장」 제목 결정 & 공개는 9월 29일, 키 비주얼도” 코믹 나탈리]. 나타샤 (2018년 3월 24일). 2018년 3월 24일 열람.<ref>. 애니메이션의 상세한 내용은 해당 문서를 참조. 『LaLa』 부록으로 드라마 CD가 제작된 적도 있다.<ref>출처 필요<ref>
2013년 11월부터 2019년 10월까지 하쿠센샤의 웹코믹 사이트 『LaLa멜로디online』, 『하나LaLa online』, 『망가Park』에서 카네치쿠 쥰코에 의한 스핀오프 4컷 만화 『냥코 선생이 간다!』가 연재되었다.<ref>출처 필요<ref>

## 줄거리
요괴가 보이는 소년인 나츠메 타카시는 외할머니의 유품인 “우인장”을 손에 넣는다. 그런데, 이 “우인장”은 외할머니 레이코가 요괴를 상대로 내기를 해 이겨, 그 요괴들의 이름을 쓴 계약서이다.
그 후, 이름을 돌려 받으려거나 우인장을 빼앗으려는 요괴들한테 노려지게 된 나츠메는 어쩌다가 경호원 비슷하게 된 요괴 야옹 선생과 함께 요괴들에게 이름을 돌려주게 된다.

## 등장인물
- 나츠메 타카시（夏目 貴志）

성우: 카미야 히로시 (어릴 적 - 후지무라 아유미)
주인공. 어릴 때부터 요괴를 볼 수 있었지만, 보통 사람들에게는 보이지 않기 때문에, 사람들이 꺼려해 괴로워했다. 현재는 좋은 가족과 친구들을 만났지만, 과거의 기억 때문인지 '이 사람들한테는 폐를 끼치고 싶지 않다.'라고 앞질러 생각하는 경향이 있다. 할머니 레이코의 유품인 '우인장'을 손에 넣은 이후, 이름을 돌려 주기 위해 야옹 선생과 바쁜 나날을 보내고 있다. 어려서부터 일찍 부모님을 잃어, 친척집과 고아원 등을 전전하며 살다가 후지와라 부부 집에 들어가게 되었다. 할머니인 레이코와 얼굴이 닮아서 성별을 크게 신경쓰지 않는다는 요괴들한테 자주 레이코라고 오인받고 있다. 주위의 평은 '잘생겼다'는 평이지만, 본인은 전혀 모른다.
- 야옹 선생（ニャンコ先生）

성우: 이노우에 카즈히코
고양이 인형에 오랫동안 봉인되었던 요괴. 나츠메가 봉인을 깨트린 후 현재는 집고양이로 나츠메와 같이 살고 있다. 그러나, 오랜 세월 동안 고양이 인형에 봉인되어 있었던 탓에 '마네키네코(복고양이)'모양의 고양이가 되어 버렸다. 그 덕분에 요괴들한테 이상한 이름(돼지 고양이, 너구리 등)으로 불린다. 참고로 본래의 이름은 '마다라'. 나츠메와 경호원을 해 주는 대신 사후에 '우인장'을 가져가기로 약속했다. 레이코와는 친구사이지만, 내기는 하지 않았기에 '우인장'에 이름은 없다. 한국어로 읽으면 '야옹 선생'이지만 일본어로는 '냥코 센세'라고 발음한다.
- 나츠메 레이코（夏目 レイコ）

성우: 코바야시 사나에
나츠메의 할머니. '우인장'을 만든 사람. 젊은 나이에 죽었지만, 정확한 사망 원인은 불명. 매우 강력한 요력을 가지고 있었으며, 나츠메와 같이 요괴를 볼 수 있었지만, 그 때문에 사람들과의 관계는 좋지 않았다. 그리고, 그 기분 전환을 위해서 만나는 요괴들과 싸워 이겨, 자신의 부하로 만들어 버리는 '우인장'을 만들었다. 미인이었던 것 같지만, 그 악명을 전해 듣고 꺼려하는 요괴들이 많다. 그래도 레이코와 좋은 추억을 가졌던 요괴들도 꽤 많다.
- 후지와라 부부

성우: 토코 - 이토 미키, 시게루 - 이토 에이지
나츠메의 아버지 쪽의 먼 친척. 한곳에 정착하지 못하고 친척집과 고아원 등을 전전하며 살고 있었던 나츠메를 자식이 없는 후지와라 부부가 자처하여 돌보며 살고 있다. 남편인 후지와라 시게루씨는 어렸을 적 나츠메 레이코와 만나고 그의 집의 요괴를 퇴치받은 적이 있다. 나츠메를 매우 소중히 여기고 있다.
- 나토리 슈이치（名取 周一）

성우: 이시다 아키라
요즘 잘 나가는 인기 배우. 요괴를 볼 수 있어, 부업으로 요괴 퇴치를 하고 있다. 여러 마리의 요괴를 데리고 있다. 몸에 도마뱀 모양의 반점 모양을 한 요괴가 살고 있지만 그 정체는 불명. 6기에서 나츠메 우인장에 대해서 요괴가 아닌 사람에게 처음으로 털어놓았다.
- 타누마 카나메（田沼要）

성우: 호리에 카즈마
야츠하라 절에 사는 스님의 아들 나츠메의 동급생. 나츠메 정도는 아니지만, 요괴를 느끼는 힘이 있다. 같은 기분을 처음 나눈 친구.
- 사사다 쥰（笹田純）

성우: 사와시로 미유키
나츠메 동급생. 나츠메에게 요괴가 보이는 것은 아닌가라고 의심하고, 무언가 함께 행동하고 싶어한다. 원작에서는 사사다의 에피소드 후에 전학가지만 애니메이션판에서는 그 후에도 자주 등장한다.
- 타키 토오루（多軌透）

성우: 사토 리나
할아버지에게 배운 진을 그리는 것으로, 그 안에 들어간 요괴를 볼 수 있다. 모습을 봤다는 것으로 요괴에 저주를 받았지만, 나츠메에게 힘을 빌려 이후 나츠메의 비밀을 알고 이해함. 귀여운 것을 좋아하며 야옹 선생의 팬.
- 키타모토 아츠시（北本篤史）

성우: 스가누마 히사요시
나츠메의 동급생. 나츠메가 자신이 요괴를 볼 수 있는 것을 말하지 않고, 보통 친구로 사귀고 있는 소중한 친구.
- 니시무라 사토루（西村悟）

성우: 키무라 료헤이
나츠메의 동급생. 키타모토와 마찬가지로 나츠메의 소중한 친구. 나츠메가 요괴를 볼 수 있다는 것을 모른다.
- 마토바 세이지（的場静司）

성우: 스와베 쥰이치
요괴 퇴치에 있어 유명한 마토바 가문 당주. 평상시는 온화한 어조로 미소 있지만 위험한 분위기를 풍기고 있다. 사람에게도 요괴에도 가차없이 자신의 식신의 희생을 마다하지 않는다. 강한 요력을 가진 나츠메에게 흥미를 갖고 있다. 선조가 요괴에게 오른쪽 눈을 주기로 계약하는 바람에 마토바 당주는 계약을 한 요괴에게서 오른쪽 눈을 위협받고 있다. 그래서 마토바의 당주는 대대로 오른쪽 눈에 주술이 걸린 안대를 쓴다. 계약을 한 요괴는 한 달에 한 번 정도 오고 눈이 좋지 않기 때문에 여러 사람이 눈모양이 그려진 우산을 들고있으면 요괴가 덮쳐서 덮친 사람이 마토바의 당주면 오른쪽 눈을 먹고 아니면 상심해서 돌아간다. 눈도 안 좋고, 머리도 안 좋지만, 힘은 굉장히 세기 때문에 얕잡아보면 안된다.

## 용어
- 우인장（友人帳）

나츠메의 할머니인 레이코가 만든 것으로, 요괴들을 다스리는 계약서 묶음. 레이코가 이긴 요괴들의 이름이 적혀 있다. 이 종이에 이름이 쓰여 있는 요괴는 우인장의 소유자에게 이름이 불리면 거역할 수 없고, 이름이 쓰여 있는 종이를 태우거나 찢거나 해도 같은 효력이 발생한다. 그렇기 때문에, 이름을 뺏긴 것은 목숨을 뺏긴 것과 마찬가지이며, 우인장을 손에 넣은 자는 많은 요괴를 부릴 수 있다. 우인장의 뜻은 친구장이라는 의미와 같다.
우인장은 계약을 한 요괴의 목숨을 쥔 계약이기 때문에 퇴치사들 사이에서는 금기로 여겨지고 있다. 그래서 퇴치사들은 자신이 정한 식신에게 가명을 붙여준 다음 가명으로 계약을 해서 계약을 해지 할 때엔 계약을 한 종이나 패를 찢거나 태운다(부신다). 가명으로 계약을 하면 계약을 한 요괴의 목숨에 피해가 가지 않는다.

## 단행본
- 나츠메 우인장 (미도리카와 유키 작, 번역:서현아)

1. 2006년 12월 26일　(ISBN 978-89-529-9335-9)
2. 2007년 1월 19일　(ISBN 978-89-529-9405-9)
3. 2007년 5월 29일　(ISBN 978-89-529-9622-0)
4. 2007년 10월 1일 (ISBN 978-89-258-0323-4)
5. 2008년 5월 28일 (ISBN 978-89-258-1161-1)
6. 2008년 10월 23일 (ISBN 978-89-258-1875-7)
7. 2009년 4월 9일 (ISBN 978-89-258-2645-5)
8. 2009년 9월 25일 (ISBN 978-89-258-4496-1)
9. 2010년 4월 20일 (ISBN 978-89-258-3593-8)
10. 2010년 12월 6일 (ISBN 978-89-258-5628-5)
11. 2011년 8월 24일 (ISBN 978-89-258-6618-5)
12. 2012년 3월 28일 (ISBN 978-89-258-7401-2)
13. 2012년 5월 30일 (ISBN 978-89-258-8397-7)
14. 2012년 11월 25일 (ISBN 978-89-258-9408-9)
15. 2013년 10월 25일 (ISBN 978-89-683-1059-1)
16. 2014년 2월 25일 (ISBN 978-89-683-1886-3)
17. 2014년 5월 25일 (ISBN 979-11-559-7421-6)
18. 2015년 2월 25일 (ISBN 979-11-256-0356-6)

## 애니메이션
2008년 7월부터 9월까지 제1기가 TV도쿄 계열에서 방송되었다. 또 2009년 1월부터 3월까지 제2기 '속 나츠메 우인장(續夏目友人帳)'이라는 이름으로 방송되었다.
또 2기 방송 종료 직후인 2009년 4월 6일부터, TV도쿄 계열의 6개 방송국에서 제1기 시리즈가 재방송 되었다.(매주 월요일 17시 30분) 본방송 때는 지역별 개별 방송이었으나, 재방송 때는 전국 동시 방송으로 승격한 드문 케이스이다. 또 재방송에서는 자막방송 시스템으로 방송했다.
원작에서 나츠메의 반 친구 '사사다 준'은 1권에서만 등장하고 전학을 갔지만, 애니메이션판에서는 전학가지 않고 자주 등장한다. 그녀가 등장하는 부분에서는 애니메이션판만의 독자적인 요소가 전개되지만 원작의 이야기 내용을 거의 따르고 있다.
방송 2년 뒤에 2011년 7월부터 9월까지 3기인 '나츠메 우인장 참(夏目友人帳 參)'이 방송되고, 반년 뒤인 2012년 1월부터 3월까지 4기인 '나츠메 우인장 사(夏目友人帳)'가 방송되었다. 2016년 10월부터 12월까지 5기인 '나츠메 우인장 오(夏目友人帳 伍)'가 방송되었고, 2017년 4월부터 7월까지 6기인 '나츠메 우인장 육(夏目友人帳 陸)'이 방송되었다.
방송 3년 만에 2024년 10월부터 7기인 '나츠메 우인장 칠(夏⽬友人帳 漆)'가 방송될 예정이다.

## 관련 논문
- 궈후이팅·박성원, 〈힐링 영상 콘텐츠의 예술·문화적 의미와 역할 -<나쓰메 우인장>을 중심으로-〉, 《만화애니메이션연구》 65, 한국만화애니메이션학회, 2021년